# Angelika Unterlauf
Angelika Unterlauf (* 1946 in Gröningen, Provinz Sachsen) ist eine deutsche Fernsehjournalistin. Als Sprecherin der Hauptnachrichtensendung des Fernsehens der DDR, der Aktuellen Kamera galt sie bis zum Niedergang der SED-Diktatur als „Gesicht der DDR“.

## Leben und Wirken
Im Jahr 1977 gab die gelernte Bauzeichnerin Unterlauf ihr Sprecherdebüt in den Studios der Aktuellen Kamera. Erfahrung hatte sie schon seit 1969 als Sprecherin beim Rundfunk, zum Beispiel bei der Notenbude, einer Rockmusiksendung beim Sender Stimme der DDR, gesammelt. 1985 wurde sie von den Lesern der DDR-Fernsehzeitschrift FF dabei zum „Fernsehliebling des Jahres“ gewählt.
Unterlauf trat 1987 der SED bei, 1989 wieder aus.
Am 2. Juli 1990 sprach Unterlauf zum letzten Mal die Nachrichten in der Aktuellen Kamera und wurde 1991 gekündigt. Danach war sie als Off-Sprecherin für Spiegel TV tätig. Ab 1993 war sie fest angestellte Redakteurin bei Sat.1.
Noch vor 1989 kam sie auch in der Bundesrepublik Deutschland zu Bekanntheit, als ihr der Sänger Lonnie (alias: der ehemalige RIAS-Mitarbeiter Klaus Heilbronner) das Lied Angelika vom Fernsehen in der DDR widmete.
Am 17. August 2004 heiratete sie den Journalisten und Fernsehmoderator Erich Böhme. Das Paar lebte seit Mai 2006 in Worin in einem ehemaligen Gutshaus am See. Unterlauf hat zwei Töchter und ist seit dem 27. November 2009 verwitwet.

## Filmografie (Auswahl)
- 1992: Alles Lüge